# Publio Anteio Rufo
Publio Anteio Rufo (... – 66) è stato un politico romano.
Fu legato in Dalmazia (50) e governatore di Siria (55), ma, trattenuto a Roma, si suicidò nel 66 per timore di Nerone.